# Fowleria
Fowleria is een geslacht van straalvinnige vissen uit de familie van kardinaalbaarzen (Apogonidae).

## Soorten
- Fowleria aurita Valenciennes, 1831
- Fowleria flammea Allen, 1993
- Fowleria isostigma Jordan & Seale, 1906
- Fowleria marmorata Alleyne & Macleay, 1877
- Fowleria punctulata Rüppell, 1838
- Fowleria vaiulae Jordan & Seale, 1906
- Fowleria variegata Valenciennes, 1832